# Lombane
Der Lombana ist ein osttimoresischer Berg im Verwaltungsamt Lolotoe (Gemeinde Bobonaro). Er hat eine Höhe von 485 m und befindet sich im Nordosten der Aldeia Anon (Suco Guda). Westlich liegt das Dorf Anon. Nördlich und östlich verläuft die Grenze zur Gemeinde Cova Lima.